# Рекітосу
Рекітосу (рум. Răchitosu) — село у повіті Вранча в Румунії. Входить до складу комуни Гароафа.
Село розташоване на відстані 176 км на північний схід від Бухареста, 11 км на північний схід від Фокшан, 72 км на північний захід від Галаца, 129 км на схід від Брашова.

## Населення
За даними перепису населення 2002 року у селі проживали 416 осіб, усі — румуни. Усі жителі села рідною мовою назвали румунську.